# Seznam olympijských medailistek v zápase ve volném stylu
Toto je seznam olympijských medailistek v zápase ve volném stylu.

## Muší váha
|                     | Limit  | Zlato                                               | Stříbro                               | Bronz                                              | Bronz                                              |
| ------------------- | ------ | --------------------------------------------------- | ------------------------------------- | -------------------------------------------------- | -------------------------------------------------- |
| 2004 Athény         | –48 kg | Iryna Merleniová · Ukrajina (UKR)                   | Čiharu Ičová · Japonsko (JPN)         | Patricia Mirandaová · Spojené státy americké (USA) | Patricia Mirandaová · Spojené státy americké (USA) |
| 2008 Peking         | –48 kg | Carol Huynhová · Kanada (CAN)                       | Čiharu Ičová · Japonsko (JPN)         | Marija Stadnyková · Ázerbájdžán (AZE)              | Iryna Merleniová · Ukrajina (UKR)                  |
| 2012 Londýn         | –48 kg | Hitomi Obaraová · Japonsko (JPN)                    | Marija Stadnyková · Ázerbájdžán (AZE) | Clarissa Chunová · Spojené státy americké (USA)    | Carol Huynhová · Kanada (CAN)                      |
| 2016 Rio de Janeiro | –48 kg | Eri Tósakaová · Japonsko (JPN)                      | Marija Stadnyková · Ázerbájdžán (AZE) | Sun Ja-nan · Čína (CHN)                            | Elica Jankovová · Bulharsko (BUL)                  |
| 2020 Tokio          | –50 kg | Yui Susaki · Japonsko (JPN)                         | Sun Yanan · Čína (CHN)                | Marija Stadnyková · Ázerbájdžán (AZE)              | Sarah Hildebrandt · Spojené státy americké (USA)   |
| 2024 Paříž          | –50 kg | Sarah Hildebrandtová · Spojené státy americké (USA) | Yusneylys Guzmánová · Kuba (CUB)      | Jui Susakiová · Japonsko (JPN)                     | Feng C-čchi · Čína (CHN)                           |

## Bantamová váha
|                     | Limit  | Zlato                                            | Stříbro                                  | Bronz                                   | Bronz                                    |
| ------------------- | ------ | ------------------------------------------------ | ---------------------------------------- | --------------------------------------- | ---------------------------------------- |
| 2016 Rio de Janeiro | –53 kg | Helen Maroulisová · Spojené státy americké (USA) | Saori Jošidaová · Japonsko (JPN)         | Natalija Synyšynová · Ázerbájdžán (AZE) | Sofia Mattssonová · Bulharsko (BUL)      |
| 2020 Tokio          | –53 kg | Mayu Mukaidaová · Japonsko (JPN)                 | Pang Qianyuová · Čína (CHN)              | Vanesa Kaladzinskaya · Bělorusko (BLR)  | Bat-Ochiryn Bolortuyaa · Mongolsko (MGL) |
| 2024 Paříž          | –53 kg | Akari Fudžinamiová · Japonsko (JPN)              | Lucía Yepezová Guzmanová · Ekvádor (ECU) | Čchö Hjo-gjong · Severní Korea (PRK)    | Pchang Čchien-jou · Čína (CHN)           |

## Lehká váha
|                     | Limit  | Zlato                              | Stříbro                                | Bronz                                            | Bronz                                  |
| ------------------- | ------ | ---------------------------------- | -------------------------------------- | ------------------------------------------------ | -------------------------------------- |
| 2004 Athény         | –55 kg | Saori Jošidaová · Japonsko (JPN)   | Tonya Verbeeková · Kanada (CAN)        | Anna Gomisová · Francie (FRA)                    | Anna Gomisová · Francie (FRA)          |
| 2008 Peking         | –55 kg | Saori Jošidaová · Japonsko (JPN)   | Xu Li · Čína (CHN)                     | Tonya Verbeeková · Kanada (CAN)                  | Jackeline Renteríaová · Kolumbie (COL) |
| 2012 Londýn         | –55 kg | Saori Jošidaová · Japonsko (JPN)   | Tonya Verbeeková · Kanada (CAN)        | Yuliya Ratkeviç · Ázerbájdžán (AZE)              | Jackeline Renteríaová · Kolumbie (COL) |
| 2016 Rio de Janeiro | –58 kg | Kaori Ičová · Japonsko (JPN)       | Valeria Koblová · Rusko (RUS)          | Sakshi Maliková · Indie (IND)                    | Marwa Amriová · Tunisko (TUN)          |
| 2020 Tokio          | –57 kg | Risako Kawaiová · Japonsko (JPN)   | Iryna Kurachkina · Bělorusko (BLR)     | Helen Maroulisová · Spojené státy americké (USA) | Jvelina Nikolová · Bulharsko (BUL)     |
| 2024 Paříž          | –57 kg | Cugumi Sakuraiová · Japonsko (JPN) | Anastasia Nichitaová · Moldavsko (MDA) | Helen Maroulisová · Spojené státy americké (USA) | Chung Kche-sin · Čína (CHN)            |

## Střední váha
|                     | Limit  | Zlato                             | Stříbro                                       | Bronz                                          | Bronz                              |
| ------------------- | ------ | --------------------------------- | --------------------------------------------- | ---------------------------------------------- | ---------------------------------- |
| 2004 Athény         | –63 kg | Kaori Ičová · Japonsko (JPN)      | Sara McMannová · Spojené státy americké (USA) | Lise Legrandová · Francie (FRA)                | Lise Legrandová · Francie (FRA)    |
| 2008 Peking         | –63 kg | Kaori Ičová · Japonsko (JPN)      | Alena Kartašová · Rusko (RUS)                 | Randi Millerová · Spojené státy americké (USA) | Jelena Šaligina · Kazachstán (KAZ) |
| 2012 Londýn         | –63 kg | Kaori Ičová · Japonsko (JPN)      | Jing Ruixue · Čína (CHN)                      | Soronzonboldyn Batceceg · Mongolsko (MGL)      | Lubov Volosová · Rusko (RUS)       |
| 2016 Rio de Janeiro | –63 kg | Risako Kawaiová · Japonsko (JPN)  | Marija Mamašuková · Bělorusko (BLR)           | Jekatěrina Larionovová · Kazachstán (KAZ)      | Monika Michaliková · Polsko (POL)  |
| 2020 Tokio          | –62 kg | Yukako Kawaiová · Japonsko (JPN)  | Aisuluu Tynybeková · Kyrgyzstán (KGZ)         | Iryna Koliadenko · Ukrajina (UKR)              | Taybe Huseinová · Bulharsko (BUL)  |
| 2024 Paříž          | –62 kg | Sakura Motokiová · Japonsko (JPN) | Iryna Koljaděnková · Ukrajina (UKR)           | Aisuluu Tynybekovová · Kyrgyzstán (KGZ)        | Grace Bullenová · Norsko (NOR)     |

## Lehká těžká váha
|                     | Limit  | Zlato                                           | Stříbro                                  | Bronz                                      | Bronz                                    |
| ------------------- | ------ | ----------------------------------------------- | ---------------------------------------- | ------------------------------------------ | ---------------------------------------- |
| 2016 Rio de Janeiro | –69 kg | Sara Došóová · Japonsko (JPN)                   | Natalja Vorobjovová · Rusko (RUS)        | Elmira Syzdykovová · Kazachstán (KAZ)      | Jenny Franssonová · Švédsko (SWE)        |
| 2020 Tokio          | –68 kg | Tamyra Mensahová · Spojené státy americké (USA) | Blessing Oborududuová · Nigérie (NGR)    | Alla Cherkasova · Ukrajina (UKR)           | Meerim Žumanazarovová · Kyrgyzstán (KGZ) |
| 2024 Paříž          | –68 kg | Amit Elorová · Spojené státy americké (USA)     | Meerim Žumanazarovová · Kyrgyzstán (KGZ) | Buse Tosunová Cavusogluová · Turecko (TUR) | Nonoka Ozakiová · Japonsko (JPN)         |

## Těžká váha
|                     | Limit  | Zlato                                  | Stříbro                                          | Bronz                              | Bronz                                |
| ------------------- | ------ | -------------------------------------- | ------------------------------------------------ | ---------------------------------- | ------------------------------------ |
| 2004 Athény         | –72 kg | Wang Xu · Čína (CHN)                   | Guzel Manjurová · Rusko (RUS)                    | Kjókó Hamaguči · Japonsko (JPN)    | Kjókó Hamaguči · Japonsko (JPN)      |
| 2008 Peking         | –72 kg | Wang Ťiao · Čína (CHN)                 | Stanka Zlatevová · Bulharsko (BUL)               | Kjókó Hamaguči · Japonsko (JPN)    | Agnieszka Wieszczek · Polsko (POL)   |
| 2012 Londýn         | –72 kg | Natalja Vorobjovová · Rusko (RUS)      | Stanka Zlatevová · Bulharsko (BUL)               | Guzel Manjurova · Kazachstán (KAZ) | Maider Undaová · Španělsko (ESP)     |
| 2016 Rio de Janeiro | –75 kg | Erica Wiebeová · Kanada (CAN)          | Güzel Manjurovová · Kazachstán (KAZ)             | Čang Feng-liou · Čína (CHN)        | Jekatěrina Bukinová · Rusko (RUS)    |
| 2020 Tokio          | –76 kg | Aline Rotter-Fockenová · Německo (GER) | Adeline Grayová · Spojené státy americké (USA)   | Yasemin Adarová · Turecko (TUR)    | Zhou Qian · Čína (CHN)               |
| 2024 Paříž          | –76 kg | Juka Kagamiová · Japonsko (JPN)        | Kennedy Bladesová · Spojené státy americké (USA) | Milaimys Marínová · Kuba (CUB)     | Tatiana Renteríaová · Kolumbie (COL) |